# 대동강구역
대동강구역(大同江區域)은 평양직할시 중심지에 속하는 구역으로 평양시의 19개 구역 중 하나이다. 인구는 2008년 기준으로 207,081명이다.
이 곳은 조선고려의학병원(朝鮮高麗醫學病原), 대동강텔레비전수상기공장, 아동식료품공장(兒童食料品工場), 평양산원(平壤産院), 김원균명칭 음악종합대학 등이 있다. 
관광시설로 대동강외화상점과 평양볼링장, 문수물놀이장, 문수봉유원지가 있다. 이 구역에 동쪽에는 조선민주주의인민공화국에서 처음 개설한 첨단기술봉사소(인터넷 오락실)가 있다.

## 지리
대동강의 남쪽으로 동대원구역, 동쪽으로 사동구역과 인접하고 대동강을 사이에 두고 서쪽으로 중구역, 북쪽으로 대성구역이 있다.
동평양으로 불리는 지역으로 한국전쟁 후, 구시가지의 대안에 해당하는 이 지역에 도시 계획을 해 신시가지가 되었다. 대형 극장과 병원·대학 등이 배치되어 있어 이 구역을 통과하는 지하철 노선이 계획되고 있다. 또, 외국의 대사관 거리도 있다.
의암동에는 김정일 총서기가 살았었다고 여겨지는 85호 관저가 있다.

## 역사
원래는 평안남도 대동군 대동강면에 속했다.
- 1938년 - 의암리·의암리·문수리가 평양부에 편입되었다.
- 1946년 9월 - 평양특별시 중구역에 속하게 되었다.
- 1960년 10월 - 대동군의 일부를 합쳐 대동강구역으로 개편되었다.
- 1983년 3월 - 문수구역을 대동강구역에 편입하였다. 대동강구역의 일부를 사동구역에 편입하였다.

## 행정 구역
25개의 동으로 구성된다.
- 북수동 (北繡洞)
- 소룡 1동 (小龍 1洞)
- 소룡 2동 (小龍 2洞)
- 대동강동 (大洞江洞)
- 탑제 1동 (塔濟 1洞)
- 탑제 2동 (塔濟 2洞)
- 탑제 3동 (塔濟 3洞)
- 사곡 1동 (四谷 1洞)
- 사곡 2동 (四谷 2洞)
- 동문 1동 (東門 1洞)
- 동문 2동 (東門 2洞)
- 문흥 1동 (文興 1洞)
- 문흥 2동 (文興 2洞)
- 문수 1동 (紋繡 1洞)
- 문수 2동 (紋繡 2洞)
- 문수 3동 (紋繡 3洞)
- 의암동 (衣岩洞)
- 옥류 1동 (玉流 1洞)
- 옥류 2동 (玉流 2洞)
- 옥류 3동 (玉流 3洞)
- 릉라 1동 (綾羅 1洞)
- 릉라 2동 (綾羅 2洞)
- 청류 1동 (淸流 1洞)
- 청류 2동 (淸流 2洞)
- 청류 3동 (淸流 3洞)

## 주요 시설
- 문수물놀이장
- 평양볼링장
- 평양산원
- 청년문화회관
- 대동강외화상점
- 조선고려의학병원
- 김원균명칭 음악종합대학